# Chris Milligan
Chris Milligan (Queensland, 12 luglio 1988) è un attore australiano.

## Biografia
Diventa noto al pubblico internazionale con la serie per ragazzi Le sorelle fantasma inoltre è nel cast fisso dal 2008 nella soap opera australiana Neighbours al lavoro di attore unisce anche quello del lavoro d'azienda infatti lavora nel settore edile col padre.

## Filmografia

### Cinema
- Overture, regia di Jonathon Dutton - cortometraggio (2011)
- The Gallows Act II, regia di Travis Cluff e Chris Lofing (2019)

### Televisione
- Le sorelle fantasma – serie TV, 13 episodi (2010)
- The Pacific – serie TV, 11 episodi (2010-2011)
- Rush – serie TV, 4 episodi (2010-2011)
- Winners & Losers – serial TV, 3 puntate (2013)
- Neighbours – serial TV, 676 puntate (2008-2021)